# Alala
Alala é um single da banda Cansei de Ser Sexy, lançado em Outubro de 2006, pela gravadora Sub Pop.
Em 5 de dezembro de 2024, a cantora Anitta lançou o álbum "Ensaios da Anitta", que contém a faixa "Chata Pra Caralho" que detém sample de Alala.

## Início
Alala foi inicialmente lançado em 2005, na página da banda no site do selo independente Trama Virtual, e brevemente lançado em seu álbum de estreia, Cansei de Ser Sexy ainda pela Trama. A canção foi disponibilizada primeiramente no site, seria uma versão demo, junto com outras canções como Fuck Off Is Not the Only Thing You Have To Show, Meeting Paris Hilton e Ódio Ódio Ódio, Sorry C.. A canção foi regravada para a inclusão do álbum, e sofreu pequenas alterações na letra e alguns arranjos novos.
Só em 2006 que o single foi relançado pelo selo americano Sub Pop.

## Videoclipe
Duas versões existem para Alala, a primeira gravada sucessivamente após o lançamento de Cansei de Ser Sexy em 2005, foi dirigida por Daniel Zanardi. o vídeo mostra a banda tocando em um campo aberto, variando entre takes focados em Lovefoxxx, a vocalista da banda, e a perseguição de uma "caixa-monstro", que serialmente vai pegando um a um dos integrantes da banda.
A segunda versão do clipe foi gravada em Maio de 2007, subsequente do relançamento do single. O vídeo foi dirigido por Cat Solen, e mostra a banda em uma briga mortal em efeito inverso. A temática em si foi simples, só que foi usado em diversos personagens do clipe e da banda uma forte maquiagem em efeitos decaptativos e luxativos, podendo até se confundir com um filme de horror ou terror.

## Lista de Faixas
- US 12" Vinyl
  - Lado A

1. "Alala" [Princess Superstar Remix]
2. "Alala" [Album Version]

- - Lado B

1. "Alala" [Bonde do Rolê Remix]
2. "Alala" [Acapella Mix]

- US 7" Vinyl

1. "Alala"
2. "Ódio, Ódio, Ódio, Sorry C."

## Posições
| Paradas (2006/2007)                             | Posições |
| ----------------------------------------------- | -------- |
| Brasil Hot 100                                  | 66       |
| Irlanda (Irish Singles Chart)                   | 51       |
| Reino Unido (UK Singles Chart)                  | 89       |
| Estados Unidos — Billboard Hot Dance Club Songs | 21       |